# Raffaele Maiello (Regisseur)
Raffaele Maiello (* 9. April 1934 in Florenz; † 19. April 2013 in Rom) war ein italienischer Fernsehregisseur.

## Leben
Nach dem Besuch der „Scuola d'Arte di Piccolo di Milano“ arbeitete Maiello für etwa ein Jahrzehnt als Assistent von Giorgio Strehler und debütierte 1962 als Theaterregisseur; bedeutende Inszenierungen waren teils zeitgenössische Stücke von Arnold Wesker, Roberto Roversi und Peter Weiss. Für das Fernsehen verantwortete Maiello Formate wie TV7, Boomerang oder Sotto processo sowie den Fernsehfilm Il burattinaio. 1975 war er wieder für das Theater (mit Bertolt Brechts Mann ist Mann) tätig. Im selben Jahr legte er seinen einzigen Kinofilm vor, Non si scrive sui muri a Milano.

## Filmografie (Auswahl)
- 1975: Non si scrive sui muri a Milano